# Bogem (Japah)
Bogem is een bestuurslaag in het regentschap Blora van de provincie Midden-Java, Indonesië. Bogem telt 1744 inwoners (volkstelling 2010).